# 经正女塾
经正女塾，中国第一所中国人投资兴办的女子学校，由梁启超不缠足会发起，经禀南洋大臣刘坤一获准，成立于光绪二十四年四月十二日（1898年5月31日），位于上海斜桥南桂墅里（今制造局路斜土路附近），初名桂墅里女学会书塾，由经元善、谭嗣同、邝廷式、张骞、赵凤昌、沈敦和、周舜卿、施子英、朱幼鸿、英国传教士李提摩太、美国人传教士林乐和等57多人捐资促成。上海电报局总办经元善任总理，沈和卿任提调，负责日常事务，严信厚、郑观应、康广仁、梁启超、陈季同等任校外董事。戊戌变法失败后，经元善遭通缉流亡，该校于1900年秋停办。